# Northlake, Illinois
Northlake är en stad (city) i Cook County, i delstaten Illinois, USA. Enligt United States Census Bureau har staden en folkmängd på 12 375 invånare (2011) och en landarea på 8,2 km².